# 日本の統一地方選一覧
日本の統一地方選一覧（にほんのとういついほうせんのいちらん）は、日本の統一地方選挙の一覧。
ある一定期間に任期満了となる都道府県や市区町村の首長および地方議会議員について、1947年（昭和22年）4月に第1回統一地方選挙が開始されて以来、4の倍数年の前年（卯年、未年、亥年） に実施される。

## 日本の統一地方選の一覧
|        | 実施年             | 投票日  | 投票日  |
| 前半戦 | 実施年             | 後半戦  |         |
| ------ | ------------------ | ------- | ------- |
| 第1回  | 1947年（昭和22年） | 4月5日  | 4月30日 |
| 第2回  | 1951年（昭和26年） | 4月23日 | 4月30日 |
| 第3回  | 1955年（昭和30年） | 4月23日 | 4月30日 |
| 第4回  | 1959年（昭和34年） | 4月23日 | 4月30日 |
| 第5回  | 1963年（昭和38年） | 4月17日 | 4月30日 |
| 第6回  | 1967年（昭和42年） | 4月15日 | 4月29日 |
| 第7回  | 1971年（昭和46年） | 4月11日 | 4月25日 |
| 第8回  | 1975年（昭和50年） | 4月13日 | 4月27日 |
| 第9回  | 1979年（昭和54年） | 4月8日  | 4月22日 |
| 第10回 | 1983年（昭和58年） | 4月10日 | 4月24日 |
| 第11回 | 1987年（昭和62年） | 4月12日 | 4月26日 |
| 第12回 | 1991年（平成3年）  | 4月7日  | 4月21日 |
| 第13回 | 1995年（平成7年）  | 4月9日  | 4月23日 |
| 第14回 | 1999年（平成11年） | 4月11日 | 4月25日 |
| 第15回 | 2003年（平成15年） | 4月13日 | 4月27日 |
| 第16回 | 2007年（平成19年） | 4月8日  | 4月22日 |
| 第17回 | 2011年（平成23年） | 4月10日 | 4月24日 |
| 第18回 | 2015年（平成27年） | 4月12日 | 4月26日 |
| 第19回 | 2019年（平成31年） | 4月7日  | 4月21日 |
| 第20回 | 2023年（令和5年）  | 4月9日  | 4月23日 |